# Nejsi můj typ
Nejsi můj typ (v originále Pas son genre) je francouzsko-belgický hraný film z roku 2014, který režíroval Lucas Belvaux podle vlastního scénáře. Jedná se o adaptaci stejnojmenného románu Philippa Vilaina, vydaného v roce 2011. Snímek měl světovou premiéru na filmovém festivalu v Avignonu dne 20. března 2014.

## Děj
Clément je profesor filozofie, který je jmenován na střední školu v Arrasu. Pro něj však mimo Latinskou čtvrť neexistuje jiný svět a tento vnucený exil považuje za očistec. Potkává Jennifer, mladou samoživitelku, která pracuje v kadeřnictví. Její práce je mu blízká, stejně jako její přátelé, se kterými se účastní soutěží v karaoke.
Clément se během své třídenní výuky v Arrasu vždy ubytuje v hotelu a pak se co nejdříve zase vrací do Paříže. Jako starý mládenec, který se zdráhá zavázat k nějakému vztahu, začíná romantický poměr s Jennifer. Clément je chladný filozof, který teoretizuje o lásce a nad nímž city zdánlivě nemají žádnou moc. Jennifer je elegantní blondýnka a kadeřnice, fanynka časopisů o celebritách a karaoke. Navzdory rozdílnému sociálnímu zázemí cítí vzájemnou přitažlivost a objevují svět toho druhého, on jí nahlas čte Kanta, ona ho bere na filmy s Jennifer Aniston a na diskotéky.

## Obsazení
| Émilie Dequenneová | Jennifer                |
| Loïc Corbery       | Clément                 |
| Sandra Nkaké       | Cathy                   |
| Charlotte Talpaert | Nolwenn                 |
| Anne Coesens       | Hélène Pasquier-Legrand |
| Daniela Bisconti   | paní Bortolinová        |
| Didier Sandre      | Clémentův otec          |
| Martine Chevallier | Clémentova matka        |
| Annelise Hesme     | Isabelle                |
| Amira Casar        | Marie                   |
| Philippe Le Guay   | moderátor               |
| Philippe Vilain    | Philippe                |
| Manuel Carcassonne | muž v kině              |
| Jacky Detaille     | zpěvák karaoke          |

## Ocenění
- Filmový festival v Cabourgu: Zlatá labuť pro nejlepší film, nejlepší herečku a nejlepšího herce
- Magritte: nejlepší původní scénář nebo adaptace (Lucas Belvaux), nejlepší herečka (Émilie Dequenne), nejlepší zvuk (Henri Morelle a Luc Thomas)
- César: nominace v kategoriích nejlepší herečka (Émilie Dequenne) a nejlepší adaptace (Lucas Belvaux)